# Football Club Avezzano 1980-1981
Questa pagina raccoglie le informazioni riguardanti il Football Club Avezzano nelle competizioni ufficiali della stagione 1980-1981.

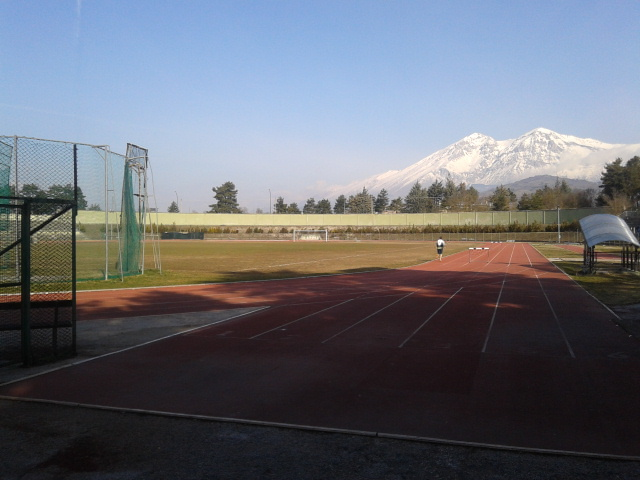
Stadio dei Pini di Avezzano

## Rosa

### Rosa 1980-1981
Rosa dell'Avezzano calcio 1980-1981.
| N. |                   | Ruolo | Calciatore                     |
| -- | ----------------- | ----- | ------------------------------ |
|    | Italia (bandiera) | P     | Gregorio Di Piero              |
|    | Italia (bandiera) | P     | Venanzio Gigli                 |
|    | Italia (bandiera) | P     | F. Sabetti                     |
|    | Italia (bandiera) | D     | V. Brilli                      |
|    | Italia (bandiera) | D     | Maurizio Caradonna             |
|    | Italia (bandiera) | D     | G. Colasi                      |
|    | Italia (bandiera) | D     | M. Corsi                       |
|    | Italia (bandiera) | D     | Giovanni Filippo De Cristofaro |
|    | Italia (bandiera) | D     | Massimo Petrini                |
|    | Italia (bandiera) | D     | Alessandro Pierleoni           |
|    | Italia (bandiera) | C     | Ciccone                        |
|    | Italia (bandiera) | C     | Concezio De Santis             |

| N. |                   | Ruolo | Calciatore                    |
| -- | ----------------- | ----- | ----------------------------- |
|    | Italia (bandiera) | C     | Giancarlo Di Matteo           |
|    | Italia (bandiera) | C     | P. Monaco                     |
|    | Italia (bandiera) | C     | Salvatore Rivo                |
|    | Italia (bandiera) | C     | Rosario Speranza detto Ciccio |
|    | Italia (bandiera) | C     | Edi Zambon                    |
|    | Italia (bandiera) | A     | Luigi Boccasile               |
|    | Italia (bandiera) | A     | Antonio Bonaldi               |
|    | Italia (bandiera) | A     | Fabio Cofini                  |
|    | Italia (bandiera) | A     | Nazzareno Di Matteo           |
|    | Italia (bandiera) | A     | Roberto Durazzi detto Bobo    |
|    | Italia (bandiera) | A     | Roberto Ennas                 |
|    | Italia (bandiera) | A     | M. Scagliola                  |

## Risultati

### Serie C2 girone C

#### Girone di andata
| Montecatini Terme 28 settembre 1980 1ª giornata | Montecatini | 0 – 1 | Avezzano | Stadio Daniele Mariotti |

| Avezzano 5 ottobre 1980 2ª giornata | Avezzano | 3 – 3 | Cerretese | Stadio dei Pini |

| Firenze 12 ottobre 1980 3ª giornata | Rondinella | 1 – 1 | Avezzano | Stadio Buozzi-Due Strade |

| Avezzano 19 ottobre 1980 4ª giornata | Avezzano | 0 – 0 | Siena | Stadio dei Pini |

| Montevarchi 26 ottobre 1980 5ª giornata | Montevarchi | 2 – 0 | Avezzano | Stadio Gastone Brilli Peri |

| Quartu Sant'Elena 2 novembre 1980 6ª giornata | Sant'Elena | 2 – 0 | Avezzano | Stadio Sa Forada |

| Avezzano 9 novembre 1980 7ª giornata | Avezzano | 1 – 0 | Casertana | Stadio dei Pini |

| Avezzano 16 novembre 1980 8ª giornata | Avezzano | 1 – 0 | ALMAS | Stadio dei Pini |

| Formia 23 novembre 1980 9ª giornata | Formia | 1 – 1 | Avezzano | Stadio Nicola Perrone |

| Avezzano 30 novembre 1980 10ª giornata | Avezzano | 2 – 1 | Civitavecchia | Stadio dei Pini |

| San Giovanni Valdarno 7 dicembre 1980 11ª giornata | Sangiovannese | 0 – 1 | Avezzano | Stadio Virgilio Fedini |

| Avezzano 14 dicembre 1980 12ª giornata | Avezzano | 1 – 0 | L'Aquila | Stadio dei Pini |

| Grosseto 21 dicembre 1980 13ª giornata | Grosseto | 2 – 1 | Avezzano | Stadio Carlo Zecchini |

| Avezzano 5 gennaio 1981 14ª giornata | Avezzano | 1 – 1 | Banco di Roma | Stadio dei Pini |

| Roma 11 gennaio 1981 15ª giornata | Casalotti | 0 – 0 | Avezzano | Stadio Via Cardinale Domenico Capranica |

| Avezzano 18 gennaio 1981 16ª giornata | Avezzano | 0 – 0 | Latina | Stadio dei Pini |

| Sansepolcro 25 gennaio 1981 17ª giornata | Sansepolcro | 0 – 0 | Avezzano | Stadio Buitoni |

#### Girone di ritorno
| Avezzano 1º febbraio 1981 18ª giornata | Avezzano | 0 – 2 | Montecatini | Stadio dei Marsi |

| Cerreto Guidi 8 febbraio 1981 19ª giornata | Cerretese | 2 – 1 | Avezzano | Stadio Alessandro Palatresi |

| Avezzano 15 febbraio 1981 20ª giornata | Avezzano | 1 – 0 | Rondinella | Stadio dei Marsi |

| Siena 22 febbraio 1981 21ª giornata | Siena | 1 – 1 | Avezzano | Stadio Artemio Franchi |

| Avezzano 1º marzo 1981 22ª giornata | Avezzano | 1 – 0 | Montevarchi | Stadio dei Marsi |

| Avezzano 8 marzo 1981 23ª giornata | Avezzano | 1 – 0 | Sant'Elena | Stadio dei Marsi |

| Caserta 15 marzo 1981 24ª giornata | Casertana | 2 – 1 | Avezzano | Stadio Alberto Pinto |

| Roma 29 marzo 1981 25ª giornata | ALMAS | 3 – 1 | Avezzano | Stadio S.Anna (Via Demetriade) |

| Avezzano 5 aprile 1981 26ª giornata | Avezzano              | 0 – 1 | Formia | Stadio dei Marsi\| Arbitro: \| Castronuovo (Palermo) \| |
| Arbitro:                            | Castronuovo (Palermo) |       |        |                                                         |

| Civitavecchia 12 aprile 1981 27ª giornata | Civitavecchia | 2 – 1 | Avezzano | Stadio Giovanni Maria Fattori |

| Avezzano 26 aprile 1981 28ª giornata | Avezzano | 1 – 2 | Sangiovannese | Stadio dei Marsi |

| L'Aquila 3 maggio 1981 29ª giornata | L'Aquila | 1 – 1 | Avezzano | Stadio Tommaso Fattori |

| Avezzano 10 maggio 1981 30ª giornata | Avezzano | 1 – 1 | Grosseto | Stadio dei Marsi |

| Roma 17 maggio 1981 31ª giornata | Banco di Roma | 1 – 1 | Avezzano | C.S. Banco di Roma (Settebagni, via Salaria) |

| Avezzano 24 maggio 1981 32ª giornata | Avezzano | 2 – 0 | Casalotti | Stadio dei Marsi |

| Latina 31 maggio 1981 33ª giornata | Latina | 2 – 1 | Avezzano | Stadio comunale |

| Avezzano 7 giugno 1981 34ª giornata | Avezzano | 0 – 0 | Sansepolcro | Stadio dei Marsi |

## Statistiche

### Andamento in campionato
| Giornata  | 1 | 2 | 3 | 4 | 5 | 6 | 7 | 8 | 9 | 10 | 11 | 12 | 13 | 14 | 15 | 16 | 17 | 18 | 19 | 20 | 21 | 22 | 23 | 24 | 25 | 26 | 27 | 28 | 29 | 30 | 31 | 32 | 33 | 34 |
| --------- | - | - | - | - | - | - | - | - | - | -- | -- | -- | -- | -- | -- | -- | -- | -- | -- | -- | -- | -- | -- | -- | -- | -- | -- | -- | -- | -- | -- | -- | -- | -- |
| Luogo     | T | C | T | C | T | T | C | C | T | C  | T  | C  | T  | C  | T  | C  | T  | C  | T  | C  | T  | C  | C  | T  | T  | C  | T  | C  | T  | C  | T  | C  | T  | C  |
| Risultato | V | N | N | N | P | P | V | V | N | V  | V  | V  | P  | N  | N  | N  | N  | P  | P  | V  | N  | V  | V  | P  | P  | P  | P  | P  | N  | N  | N  | V  | P  | N  |

Legenda:

Luogo: C = Casa; T = Trasferta. Risultato: V = Vittoria; N = Pareggio; P = Sconfitta.